# At-Tabrisī
Abū ʿAlī Fadl ibn al-Hasan at-Tabrisī (od. at-Tabarsī) (arabisch أبو علي بن الحسن الطبرسي, DMG Abū ʿAlī al-Faḍl Ibn al-Ḥasan aṭ-Ṭabrisī (aṭ-Ṭabarsī) geb. 1077/78 oder kurz davor; gest. 26. Februar 1154) war ein imamitischer Koranexeget im persischsprachigen Raum. Er ist der Verfasser des Kommentarwerkes Madschma' al-Bayan, das er selbst als eine Ergänzung des Tafsir al-Bayan von Scheich Tusi ansah, und hat noch zwei andere Koranauslegungen, die Werke al-Kafi al-Schafi und Dschawame al-Dschami, geschrieben.

## Werke (Auswahl)
- Madschma' al-Bayan
- al-Kafi asch-Schafi
- Dschawame al-Dschami